# Casimiro Torres
Casimiro Luis Torres Valdés (4 marzo 1905 – 17 novembre 1977) è stato un calciatore cileno, di ruolo centrocampista.

## Carriera
In carriera, Torres giocò per la squadra cilena dell'Everton.
Con la Nazionale cilena, Torres disputò il Campionato mondiale di calcio 1930 in Uruguay in cui giocò le partite contro l'Argentina e il Messico.